# 七尾インターチェンジ
七尾インターチェンジ（ななおインターチェンジ）は、石川県七尾市八幡町にある能越自動車道（七尾氷見道路・田鶴浜七尾道路）のインターチェンジである。

## 概要
2015年（平成27年）2月28日に開通。同日開通の国道159号七尾バイパス（古府町-下町間2.7 km）間に設置される。また同日、能越自動車道の灘浦IC - 七尾大泊IC (7.1 Km) 間も開通し、七尾氷見道路としては全線開通した。

## 歴史
- 2014年（平成26年）9月10日 - IC名称が「七尾IC」で正式決定[5]。
- 2015年（平成27年）2月28日 - 七尾氷見道路の七尾城山IC - 当IC間の開通に伴い、供用開始[1][2][3]。供用開始時は暫定2車線[1]。
- 2020年（令和2年）8月8日 - 田鶴浜七尾道路の当IC - 病院西IC間が着工（開通時期は未定）[6]。

## 道路
- E41 能越自動車道（七尾氷見道路・田鶴浜七尾道路） (10番)

## 接続道路
- 国道159号（七尾バイパス）

## 周辺
- 能登歴史公園（国分寺地区）
  - のと里山里海ミュージアム[6][7]
- 七尾市役所
- 七尾市街地
- 七尾港

## 隣
E41 能越自動車道（七尾氷見道路・田鶴浜七尾道路）
(9)七尾城山IC - (10)七尾IC - 病院東IC（仮称・事業中）